# High Banks

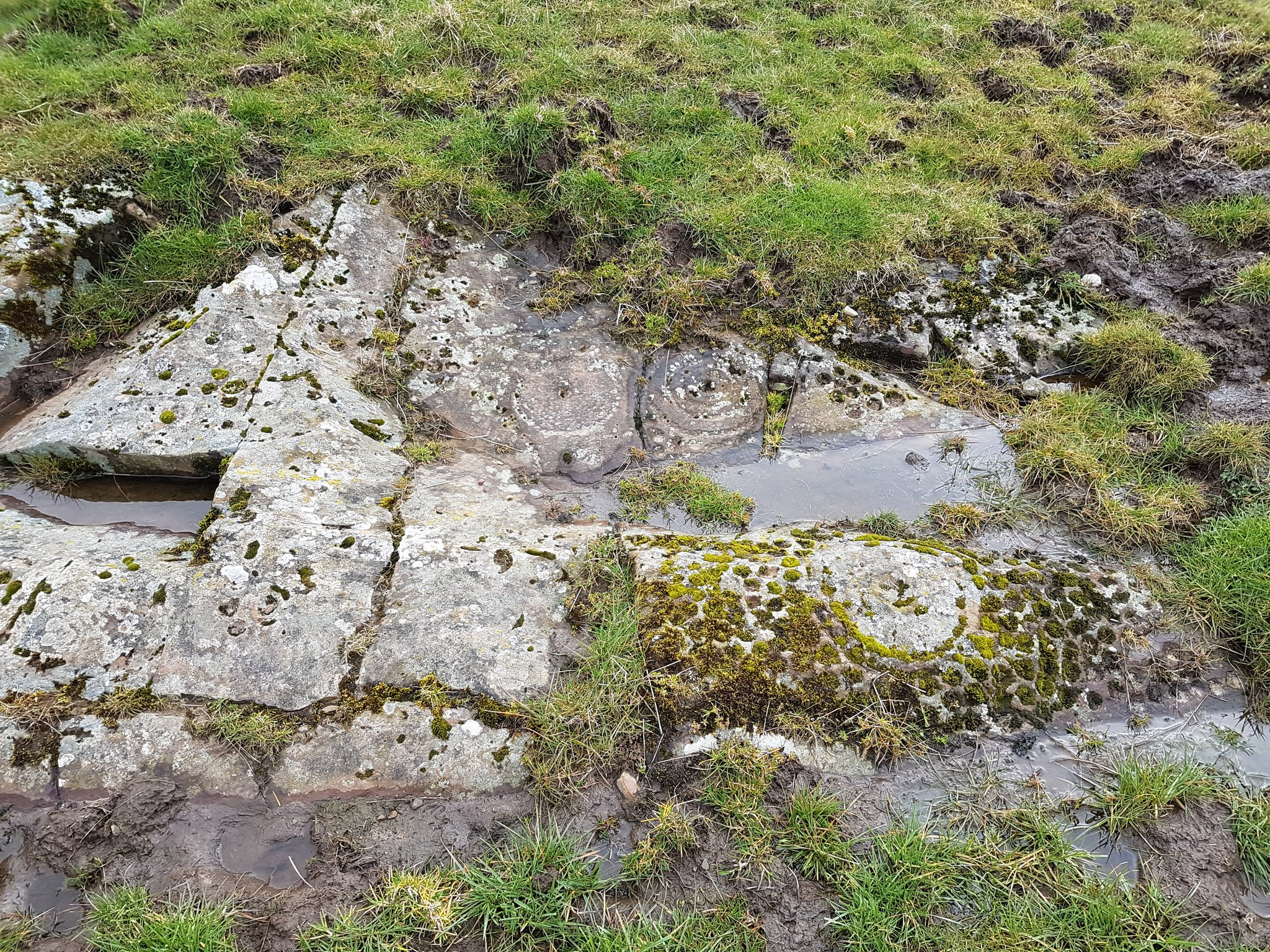
Cup-and-Ring-Markierungen

High Banks ist ein etwa 30,0 m langer Felsaufschluss bei Mutehill südlich von Kirkcudbright in der Unitary Authority Dumfries and Galloway in Schottland.
Hier finden sich Gruppen von Schälchen (englisch cups), die von Cup-and-Ring-Markierungen umgeben sind, wovon die größte 45 cm Durchmesser hat.  
Die Cairns „High Banks Southern Cairn“  und „High Banks Northern Cairn“  liegen westlich der namengebenden Farm. Der Südcairn ist ein Torfhügel, in dem ein Gefäß gefunden wurde. Frühe Berichte erwähnen einen Schalenstein. Der 1890 untersuchte Nordcairn hatte 1911 noch etwa 15,0 m Durchmesser, war 1,65 m hoch und hatte Randsteine. 